# Bokjeong (métro de Séoul)
Bokjeong (hangeul : 복정 ; hanja : 福井) est une station de correspondance entre la ligne 8 et la ligne Suin–Bundang du métro de Séoul. Elle est située au 6 Songpa-daero, quartier Jangji-dong dans l'arrondissement de Songpa-gu, à Séoul, mais elle est située en limite du quartier Bokjeong-dong, dans l'arrondissement Sujeong-gu de la ville Seongnam-si en Corée du Sud.
Ouverte en 1994 et devenue une station de correspondance en 1996, elle est desservie par les rames qui circulent sur la ligne 8 et la ligne Suin-Bundang.

## Situation sur le réseau

Plan du réseau (2023)

La station 'Bokjeong est une station de correspondance entre la ligne 8 et la ligne Suin–Bundang du métro de Séoul :
sur la station souterraine de la ligne 8, elle est située entre la station Jangji, en direction du terminus nord Amsa, et la station Namwirye, en direction du terminus sud Moran ;
sur la station souterraine de la ligne Suin–Bundang, elle est située entre la station Hanti, en direction du terminus nord Cheongnyangni, et la station Gachon University en direction du terminus ouest Incheon.

## Histoire
La station Bokjeong est ouverte le 1er septembre 1994 lors de l'ouverture à l'exploitation du prolongement de la ligne Bundang, de 18,5 ]km, entre Suseo et Ori,. Néanmoins la station ayant été conçue principalement en station de correspondance, les rames ne si arrêtent que lorsqu'elle devient une station de correspondance le 23 novembre 1996, lors du prolongement de la ligne 8, de 13,1 km, de Jamsil à Moran,.
Elle est déjà une station de passage et de correspondance lors de la création de la ligne Suin–Bundang, le 12 septembre 2020, par la fusion de la ligne Bundang et de la ligne Suin, reliées par un nouveau tronçon complété par l'utilisation en commun d'un tronçon de la ligne 4 du métro de Séoul.

## Services aux voyageurs

### Accès et accueil
La station souterraine est située au 6 Songpa-daero, quartier Jangji-dong, à Séoul, en limite de la ville Seongnam-si. Elle dispose de quatre bouches, numérotées de 1 à 4, situées de part et d'autre du carrefour entre la Seongnam-daero et la Heolleung-ro. Elle dispose d'automates pour les titres de transports et de divers autres commodités comme des toilettes. Des escaliers, escaliers mécaniques et ascenseurs permettent les circulations piétonnes entre la surface et les différents niveaux souterrains.

### Desserte

#### Station ligne 8
Bokjeong est desservie par les rames omnibus qui circulent sur la ligne 8. Elle dispose de deux quais latéraux équipés de portes palières.

Installations ligne 8
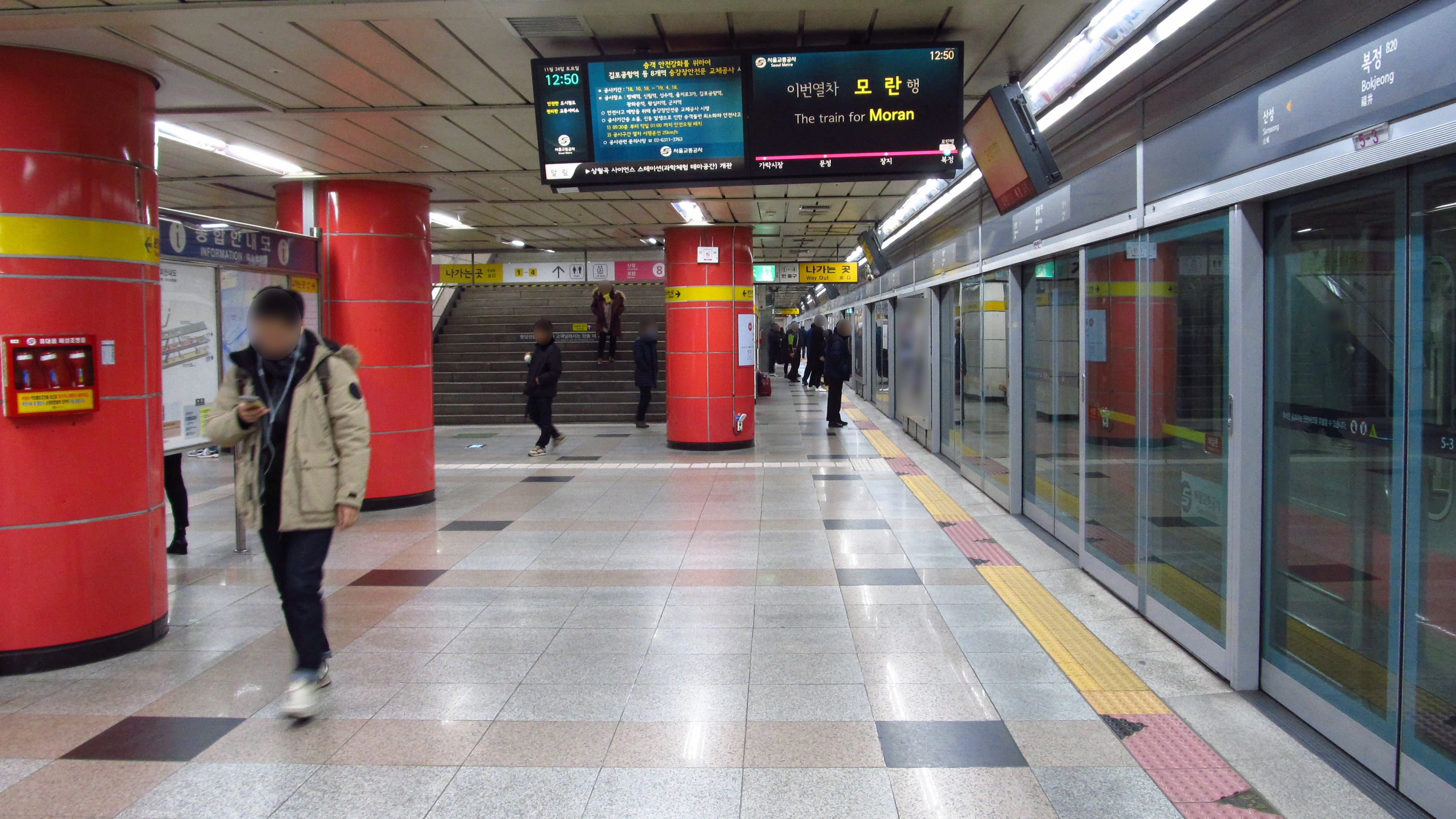
En 2018.
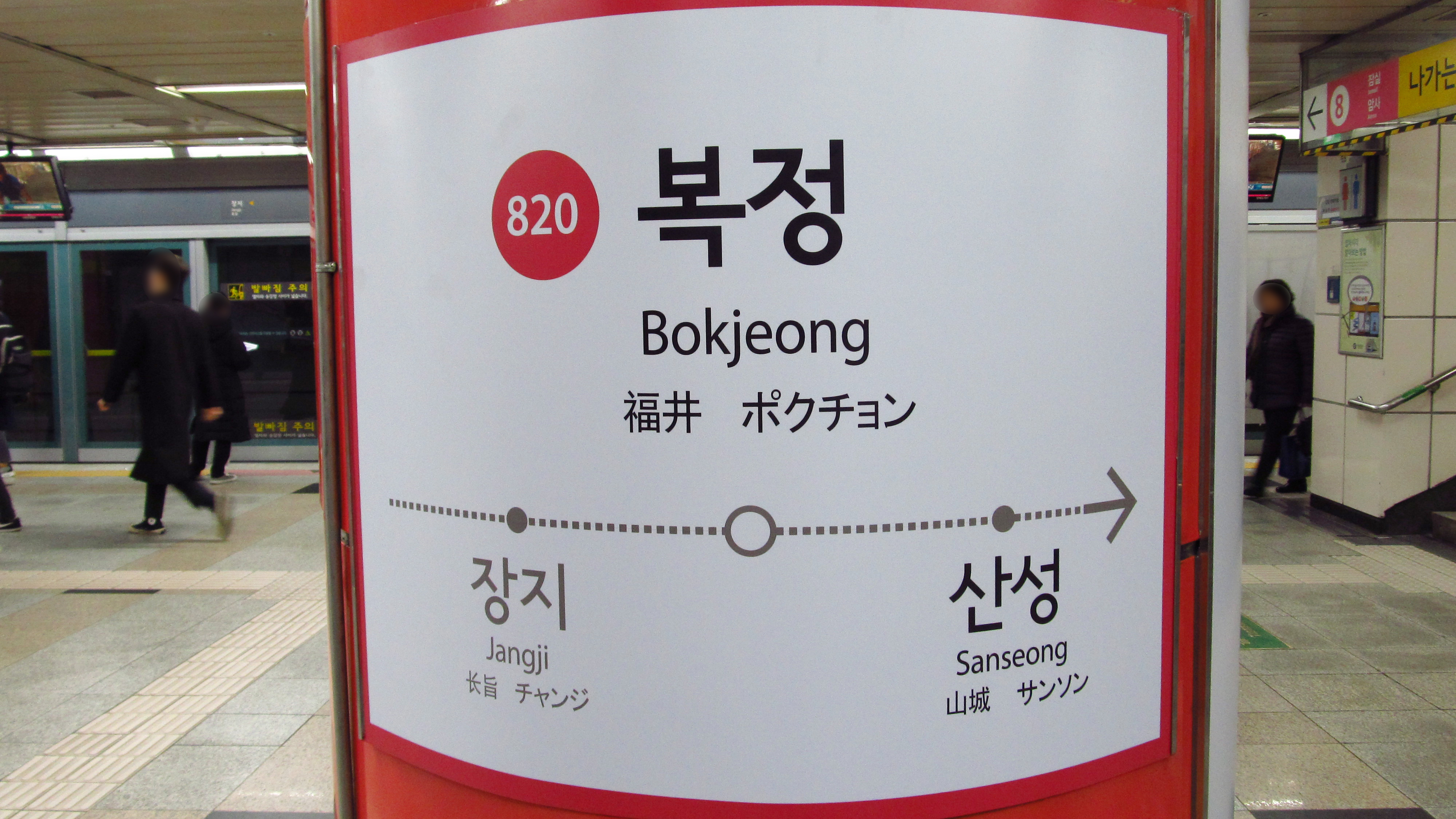
En 2019.
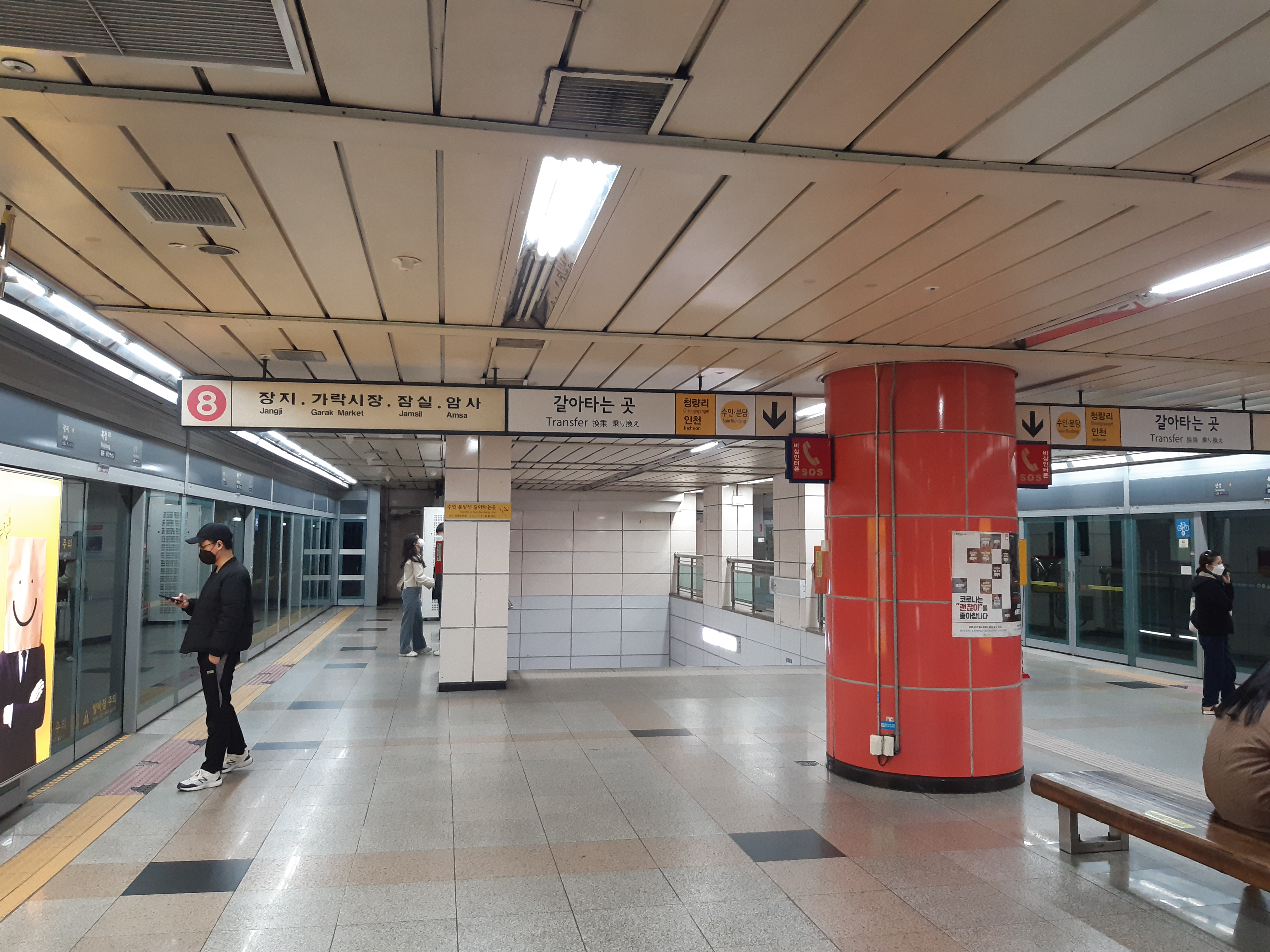
En 2021.

#### Station ligne Suin-Bundang
Bokjeong est desservie par les rames omnibus qui circulent sur la ligne Suin–Bundang. Elle dispose de deux quais latéraux équipés de portes palières.

Installations ligne Suin-Bundang
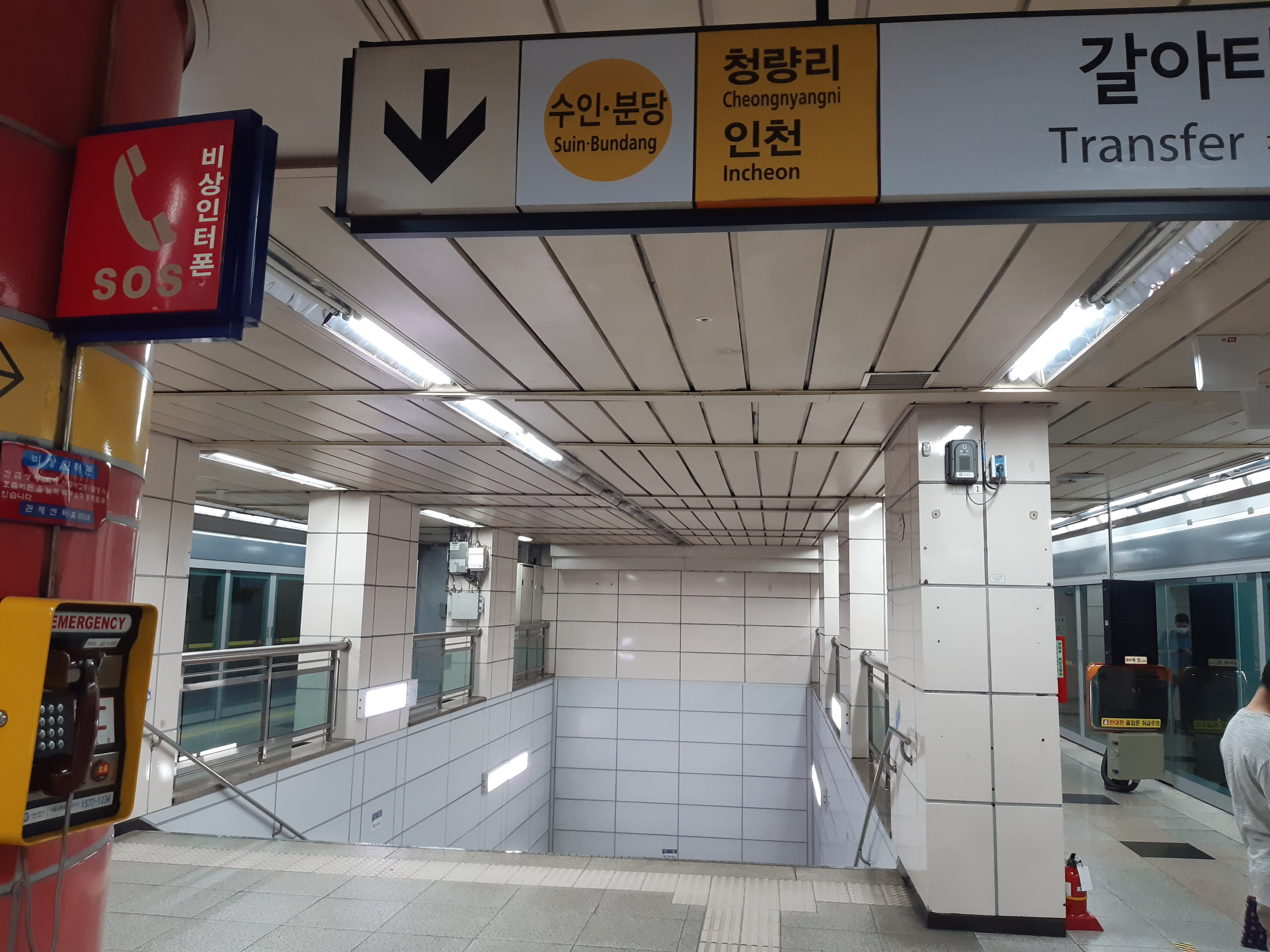
En 2021.
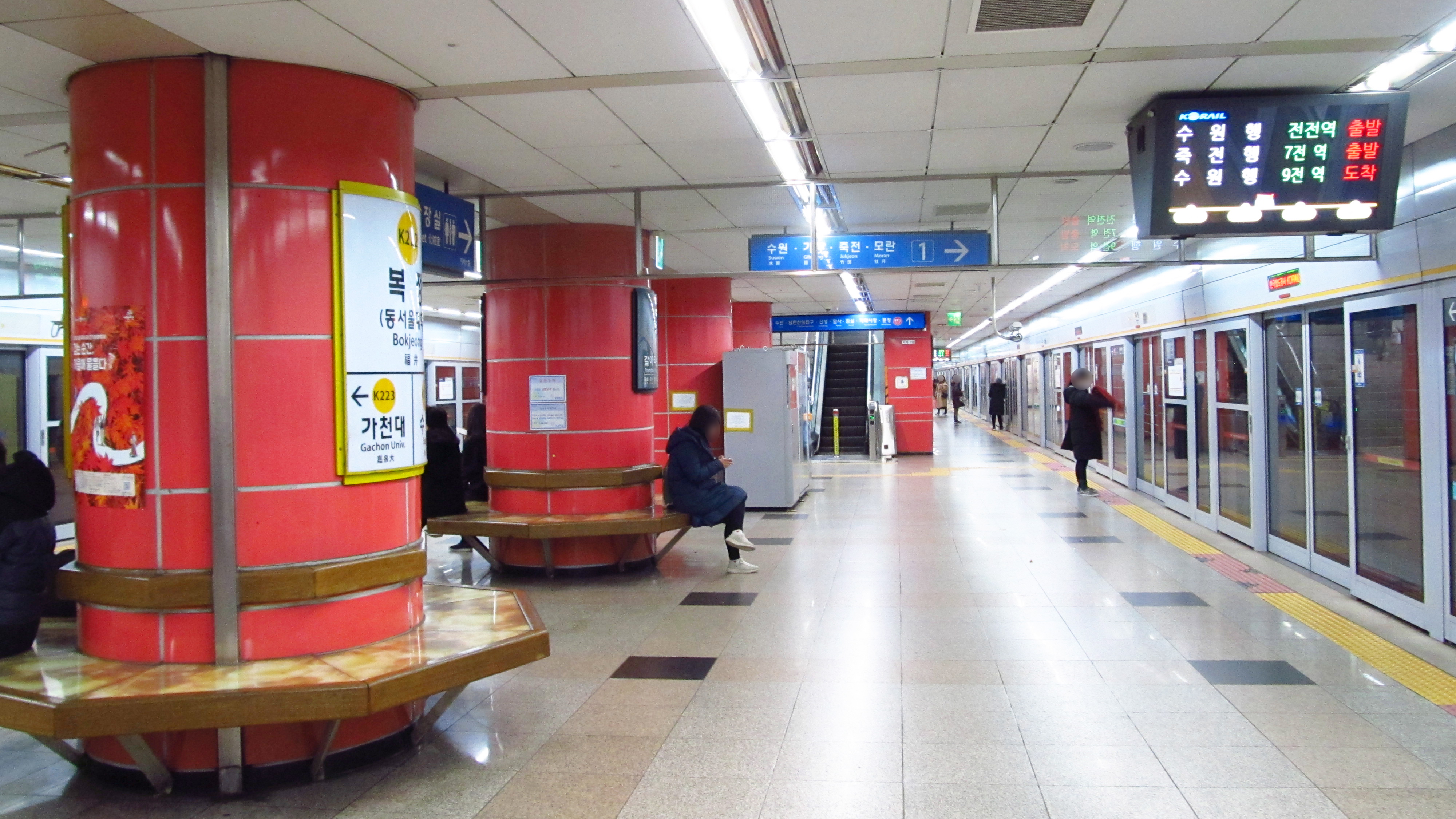
En 2018.

### Intermodalité
Des arrêts pour les bus sont situés à proximité, ainsi qu'un important parking pour les véhicules.

## À proximité
La station dessert notamment l'Université Dong Séoul (en) et l'École internationale de Séoul, situées dans la ville de Seongnam.